# Arena del Sole
L'Arena del Sole è un teatro stabile di Bologna.

## Storia e descrizione
Lo storico edificio che ospita il teatro sorge in Via della Indipendenza 44, davanti al grande Monumento equestre di Giuseppe Garibaldi. 
Sulla facciata neoclassica campeggia l'iscrizione "Luogo dato agli spettacoli diurni". L'Arena del Sole infatti nacque come teatro diurno all'aperto, inaugurato il 5 luglio 1810, sull'area del convento delle monache domenicane di Santa Maria Maddalena, soppresso in epoca napoleonica. Del vecchio convento resta il chiostro interno, adibito a spettacoli nel periodo estivo.
Il prospetto attuale dell'edificio, progettato da Gaetano Rubbi e inaugurato nel 1888, presenta sculture di Alfredo Neri.
Per un secolo funzionò come arena per gli spettacoli estivi, con una stagione che andava da Pasqua alla fine di settembre. Ospitava abitualmente tutte le principali compagnie teatrali italiane, tra cui, assiduamente, quella di Angelo Pezzaglia, che aveva per star la piccolissima nipote del capocomico, l'attrice Paola Pezzaglia, in seguito interprete cinematografica del muto. Nel 1916 l'arena venne dotata di coperture smontabili, che consentirono di utilizzare la struttura anche durante la stagione invernale, sia come teatro sia come cinematografo.
Nei decenni successivi la crescente popolarità del cinema come forma di intrattenimento determinò un aumento dei film in programmazione a scapito degli spettacoli teatrali. Nel 1949 la sala si trasformò definitivamente in cinematografo.
Nel 1984 l'edificio venne acquistato dal Comune di Bologna. Vi fu un'immediata ripresa dell'attività teatrale, sotto la direzione artistica di Yuri Lyubimov, ma dopo due stagioni si decise di sospenderla per dare corso ai necessari lavori di ristrutturazione ed ammodernamento del teatro.
Riaperta il 20 febbraio 1995, la "nuova" Arena del Sole dispone di due sale (la "Sala Leo de Berardinis"' da 896 posti, e la più piccola e raccolta "Sala Thierry Salmon" da 179 posti, nel seminterrato), e di uno spazio all'aperto chiamato "il Chiostro dell'Arena", un cortile ricavato dal chiostro dell'antico convento precedente alla costruzione del teatro, in cui si svolgono gli spettacoli estivi.
Le attuali stagioni teatrali nelle due sale interne generalmente vanno da ottobre a maggio, con oltre 40 spettacoli in cartellone. La programmazione della "Sala Grande" è dedicata alle produzioni delle principali compagnie teatrali italiane e internazionali, dai classici della drammaturgia, alle commedie contemporanee e ai musical. Nella "Sala Salmon", più piccola, vengono messi in scena prevalentemente monologhi o spettacoli a piccolo impianto. Durante l'estate la programmazione prosegue con varie manifestazioni allestite nel chiostro. L'Arena del Sole dal 2006 gestisce anche la sala del piccolo Teatro delle Moline, situato nella via omonima, in zona universitaria.
Il teatro, di proprietà del Comune di Bologna, nel 1995 era stato dato in gestione alla Cooperativa Nuova Scena (fondata nel 1968 da Dario Fo e Vittorio Franceschi). Ma nel 2014, dopo 20 anni, la gestione è passata a ERT/Teatro Nazionale.